# Hadena verruca
Hadena verruca là một loài bướm đêm trong họ Noctuidae.